# ملكة جمال العالم 1997
ملكة جمال العالم 1997 هي مسابقة ملكة جمال العالم السابعة والأربعين في تاريخ مسابقة ملكة جمال العالم منذ انطلاقتها عام 1951، عقدت في 22 نوفمبر 1997 في باي لازار، سيشيل. تنافست 86 مندوبة على التاج مسابقة ملكة جمال العالم 1997. في نهاية الحدث توجت الهندية ديانا هايدن ملكة جمال العالم عام 1997 وهي في الرابعة والعشرين من عمرها من قبل ملكة جمال العالم السابقة، أيرين سكليفيا من اليونان، كانت ملكة جمال نيوزيلندا، لوريالي مارتينوفيتش البالغة من العمر 18 عامًا، الوصيفة الأولى، وكانت ملكة جمال جنوب أفريقيا، جيسيكا موتاونج البالغة من العمر 24 عامًا، الوصيفة الثانية.
عرض المتسابقون أمام الحكام في ملابس مصممة وملابس سباحة وثوب مسائي على أمل الفوز بلقب ملكة جمال العالم والجائزة الأولى البالغة 100 ألف دولار. بعد ثلاث سنوات في صن سيتي، جنوب أفريقيا، انتقلت العام الماضي إلى بنغالور، في جنوب الهند. لكن المحتجين، الذين زعموا أن هذا الحدث كان إهانة للأنوثة الهندية، أجبروا المنظمين على نقل ملابس السباحة والمنافسة المسائية إلى سيشيل.

## النتائج

### المراكز النهائية

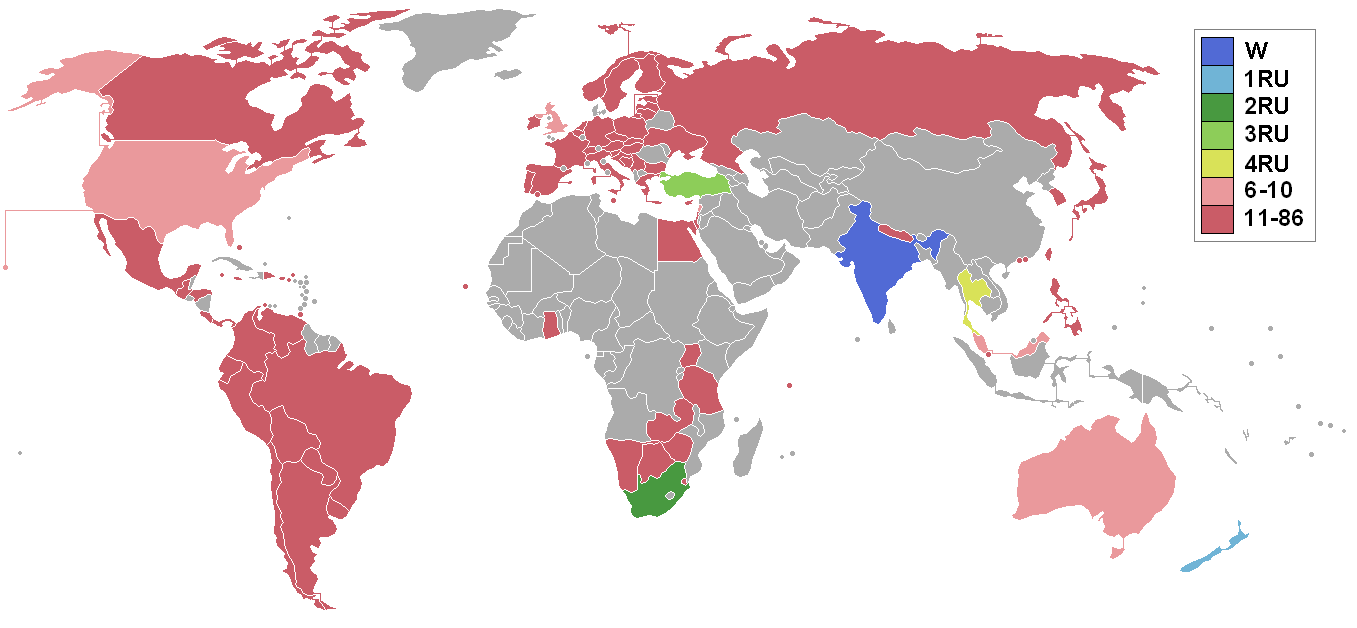
البلدان والأقاليم التي أرسلت مندوبين ونتائج لملكة جمال العالم 1997

| النتائج النهائية      | المتنافسة |
| --------------------- | --- |
| ملكة جمال العالم 1997 | - الهند - ديانا هايدن |
| الوصيفة الأولى        | - نيوزيلندا - لوريال مارتينوفيتش |
| الوصيفة الثانية       | - جنوب أفريقيا - جيسيكا موتاونغ |
| أفضل 5                | - تايلاند - تانيا سوسونتيسوك - تركيا - تشاغلا شيكال                                                                                       |
| أفضل 10               | - أستراليا - لورا كسورتان - لبنان - جويل بحلق - ماليزيا - أريانا تيو - المملكة المتحدة - فيكي لي والبيرغ - الولايات المتحدة - سالي توسانت |

### ملكات القارات للجمال
| المجموعة القارية | المتنافسة                        |
| ---------------- | -------------------------------- |
| أفريقيا          | - جنوب أفريقيا - جيسيكا موتاونغ  |
| الأمريكتين       | - الولايات المتحدة - سالي توسانت |
| آسيا وأوقيانوسيا | - الهند - ديانا هايدن            |
| الكاريبي         | - جامايكا - ميشيل مودي           |
| أوروبا           | - تركيا - تشاغلا شيكال           |

## المتسابقات
- الأرجنتين - ناتاليا بومبو
- أروبا - ميشيلا لاكلي كروس
- أستراليا - لورا كسورتان
- النمسا - سوزان ناجيل
- باهاماس - ألفيتا أديرلي
- بلجيكا - ساندرين كورمان
- بوليفيا - ميتزي سواريز سوسيدو
- البوسنة والهرسك - إلما ترزيتش
- بوتسوانا - مبولي كويلاجوبي
- البرازيل - فرناندا رامبو أغنيس
- جزر العذراء البريطانية - زوي جينيفر والكوت
- بلغاريا - سيمونا فيليتشكوفا
- كندا - كيري لين باور
- الرأس الأخضر - كارميلندا غونسالفيس
- جزر كايمان - كاساندرا باول
- تشيلي - بولينا ملادينيتش
- كولومبيا - غلاديس بويتراغو كايسيدو
- كوستاريكا - ريبيكا إسكالانتي تريجاس
- كرواتيا - مارتينا نوفوسيل
- قبرص - غلاتيا شارالامبيدو
- جمهورية التشيك - تيريز دوبروفولنا
- جمهورية الدومينيكان - كارولينا إستريلا بينيا
- الإكوادور - كليو أولايا فرياس
- مصر - أمل شوقي سليمان
- إستونيا - ميريت رونسار
- فنلندا - مينا ليهتينن
- فرنسا - لوري بيلفيل
- ألمانيا - كاتيا جلاوي
- غانا - بينيتا سينا غولوميكي
- جبل طارق - روزانا ريسا
- اليونان - يوجينيا ليمانتزاكي
- غواتيمالا - لورديس مابيل فالنسيا بوباديلا
- هولندا - سونيا ألدينا سيلفا
- هندوراس - هانسيل كريستينا كاسيريس تيرويل
- هونغ كونغ - فيفيان لي مينغ واي
- المجر - بياتا بيتس
- الهند - ديانا هايدن
- أيرلندا - أندريا روش
- إسرائيل - ميريت غرينبرغ
- إيطاليا - إيرين ليبي
- جامايكا - ميشيل مودي
- اليابان - شينوبو سراي
- كوريا - كيم جين آه
- لاتفيا - ليغا غراودنيس
- لبنان - جويل بحلق
- ليتوانيا - أستا فيشنياوسكايتو
- ماكاو  - أغنيس لو فاي فان
- ماليزيا - أريانا تيوه
- مالطا - سارة فيلا
- المكسيك - بلانكا سوتو
- ناميبيا - شيا شيبانجا
- نيبال - جهارانا باجراتشاريا
- نيوزيلندا - لورالي مارتينوفيتش
- النرويج - شارلوت هويسن
- بنما - باتريشيا أورورا بريمنر هيرنانديز
- باراغواي - مارييلا كوينونيز غارسيا
- بيرو - كلوديا ماريا لوك بارانتاس
- الفلبين - كريستين راشيل فلورندو
- بولندا - روكسانا جونيك
- البرتغال - ايسيليا سيلفا بيرينغيل
- بورتوريكو - أوريا إيزيس ماريرو نيفيس
- روسيا - ليودميلا بوبوفا
- سيشل - ميشيل لين
- سنغافورة - ياسمين وونغ
- سلوفاكيا - ماريتا سينكاتوفا
- سلوفينيا - مايا سيميك
- جنوب أفريقيا - جيسيكا موتاونج
- إسبانيا - نوريا أفيلانيدا جاليغو
- سوازيلاند - إكسوليسوا مخونتا
- السويد - صوفيا جويلسون
- سويسرا - تانيا جوتمان
- تنزانيا - سايدا جوي كيسيس ساشايس
- تايلاند - تانيا سوسونتيسوك
- تايوان - فانغ سو لينج
- ترينيداد وتوباغو - ماندي جاغديو
- تركيا - تشاغلا شيكال
- أوغندا - ليليان أكوم
- أوكرانيا - كسينيا كوزمينكو
- المملكة المتحدة - فيكي لي والبيرج
- الولايات المتحدة - سالي توسان
- أوروغواي - آنا غونزاليس كواسني
- فنزويلا - كريستينا ديكمان
- جزر العذراء الأمريكية - تايشا ريجينا غوميز
- يوغوسلافيا - تمارا شابونجي
- زامبيا - توكوزا تمبو
- زيمبابوي - أونا باتيل

### الظهور الأول
- الرأس الأخضر
- نيبال

### عائدات
- آخر مشاركة في 1990:
  -  مصر
- آخر مشاركة في 1993:
  -  هندوراس
  -  مالطا
  -  ناميبيا
- آخر مشاركة في 1995:
  -  باهاماس
  -  جزر كايمان

## الروابط الخارجية
- موقع ملكة جمال العالم الرسمي